# Lepista pulverea
Lepista pulverea là một loài bướm đêm thuộc phân họ Arctiinae, họ Erebidae.